# Oligia hypoxantha
Oligia hypoxantha är en fjärilsart som beskrevs av George Francis Hampson 1914. Oligia hypoxantha ingår i släktet Oligia och familjen nattflyn. Inga underarter finns listade i Catalogue of Life.